# 馬內維奇
51°17′33″N 25°33′1″E / 51.29250°N 25.55028°E
馬內維奇（烏克蘭語：Маневичі），又按俄语名译为马涅维奇，是位於烏克蘭西北部的市級鎮，由沃倫州裡卡明-卡希爾斯基區的馬內維奇市鎮負責管轄。該鎮始建於1892年，面積4.41平方公里，海拔高度193米，2004年人口10,119，人口密度為每平方公里2,295人。

## 畫廊

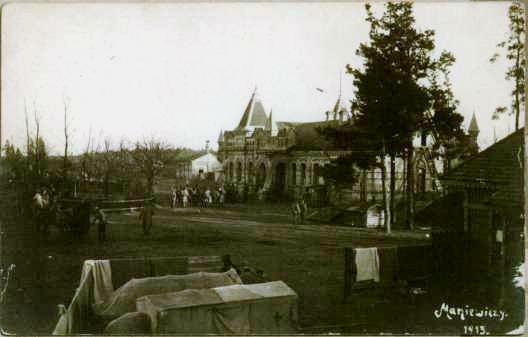
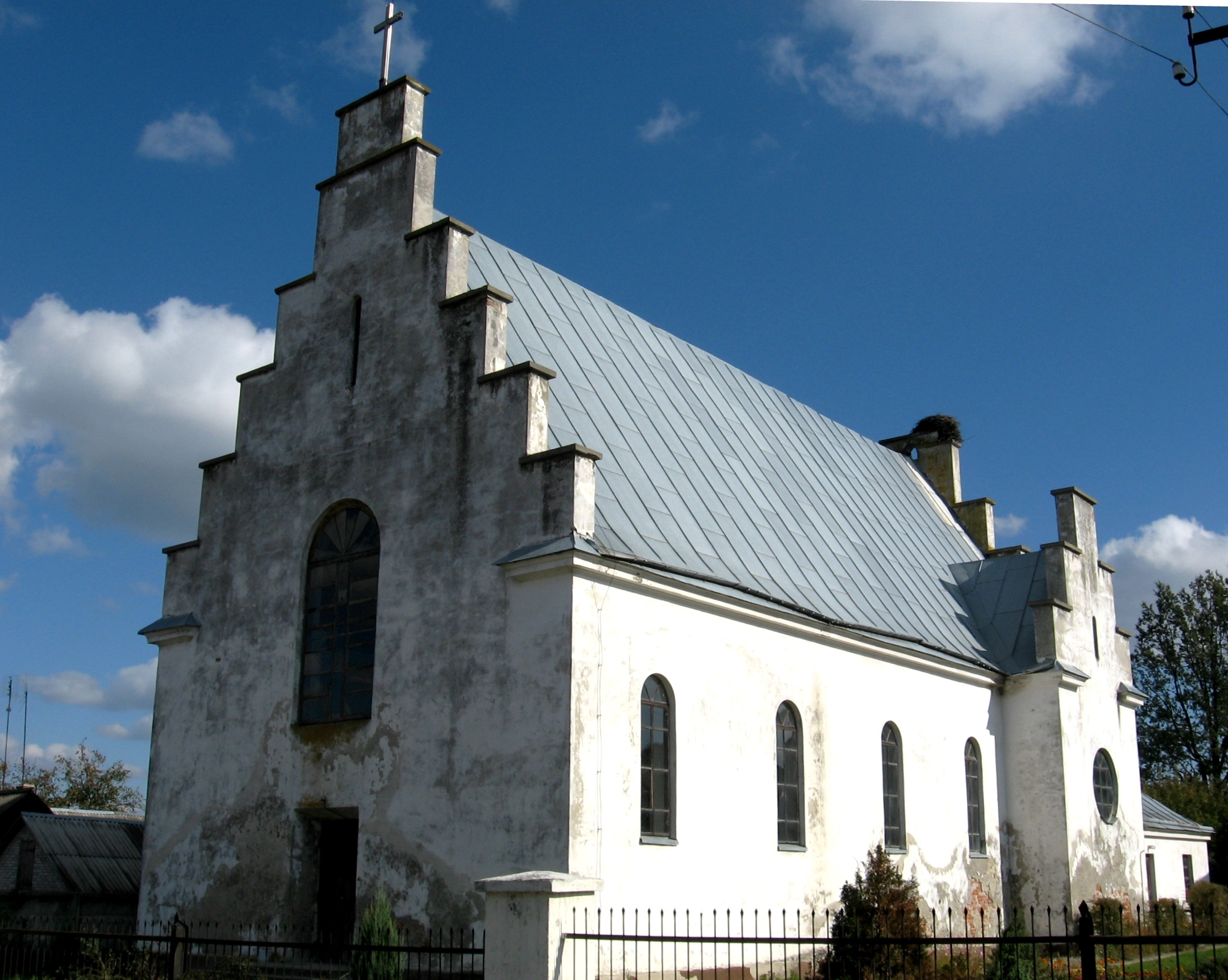
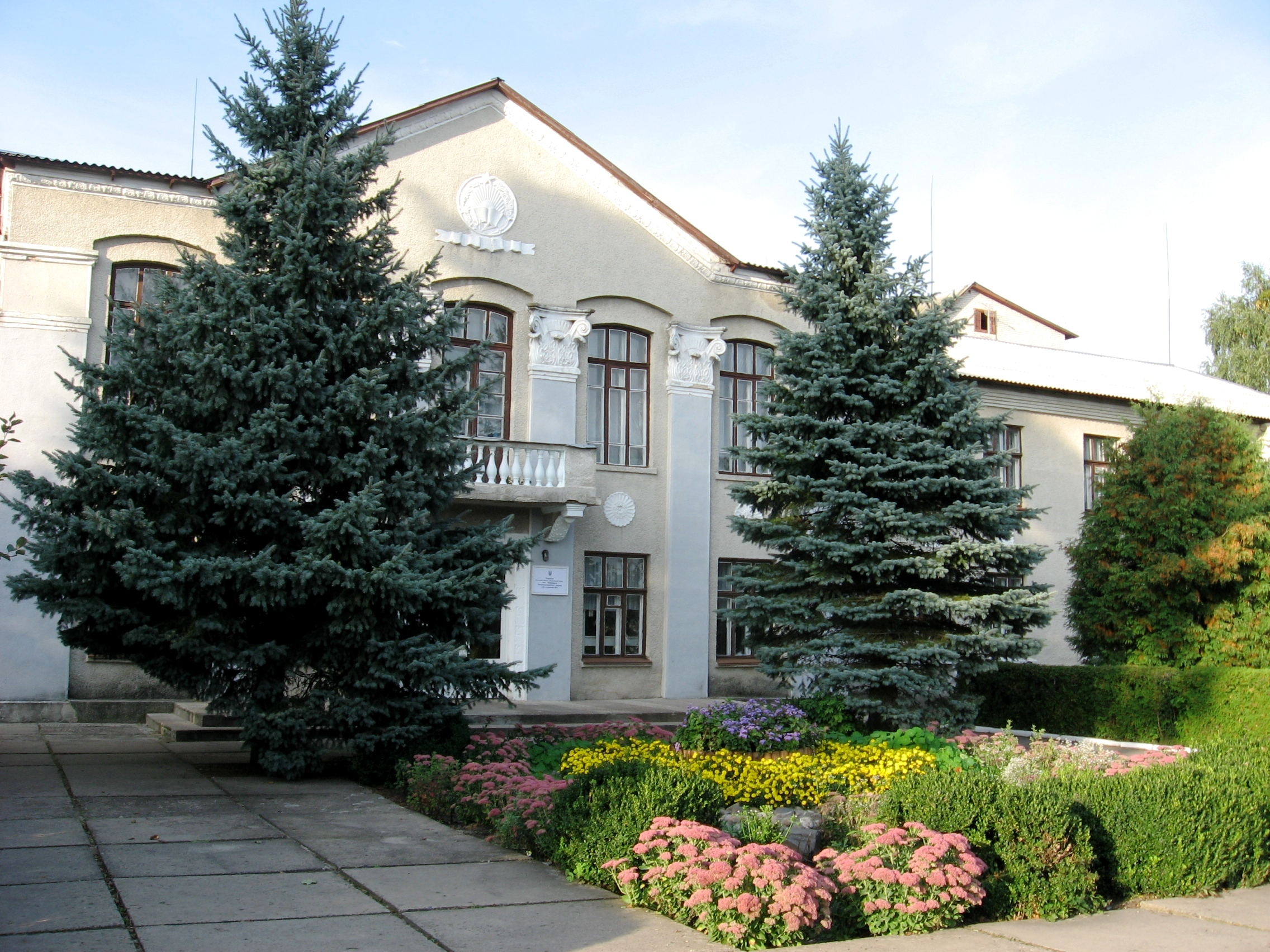
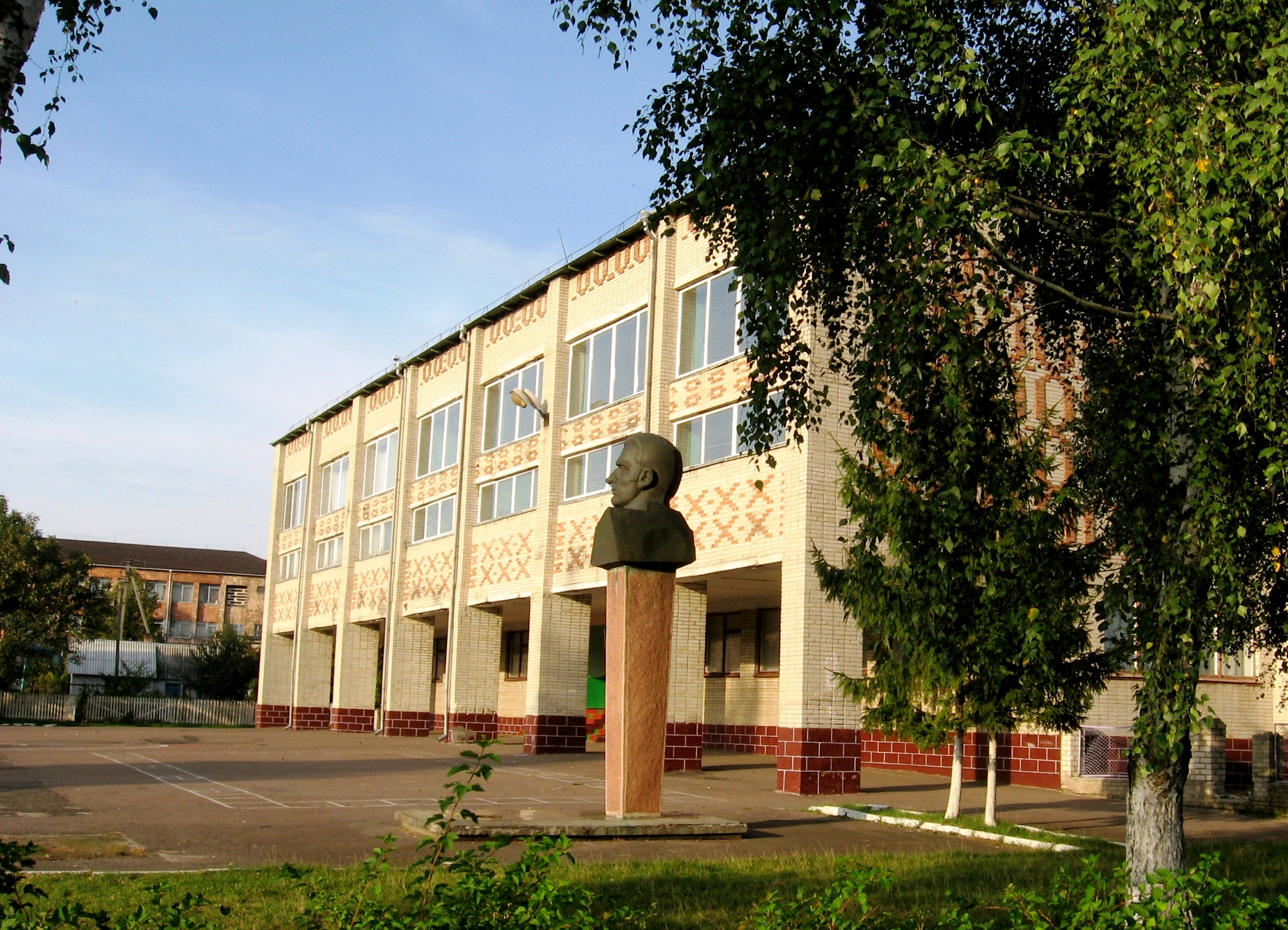
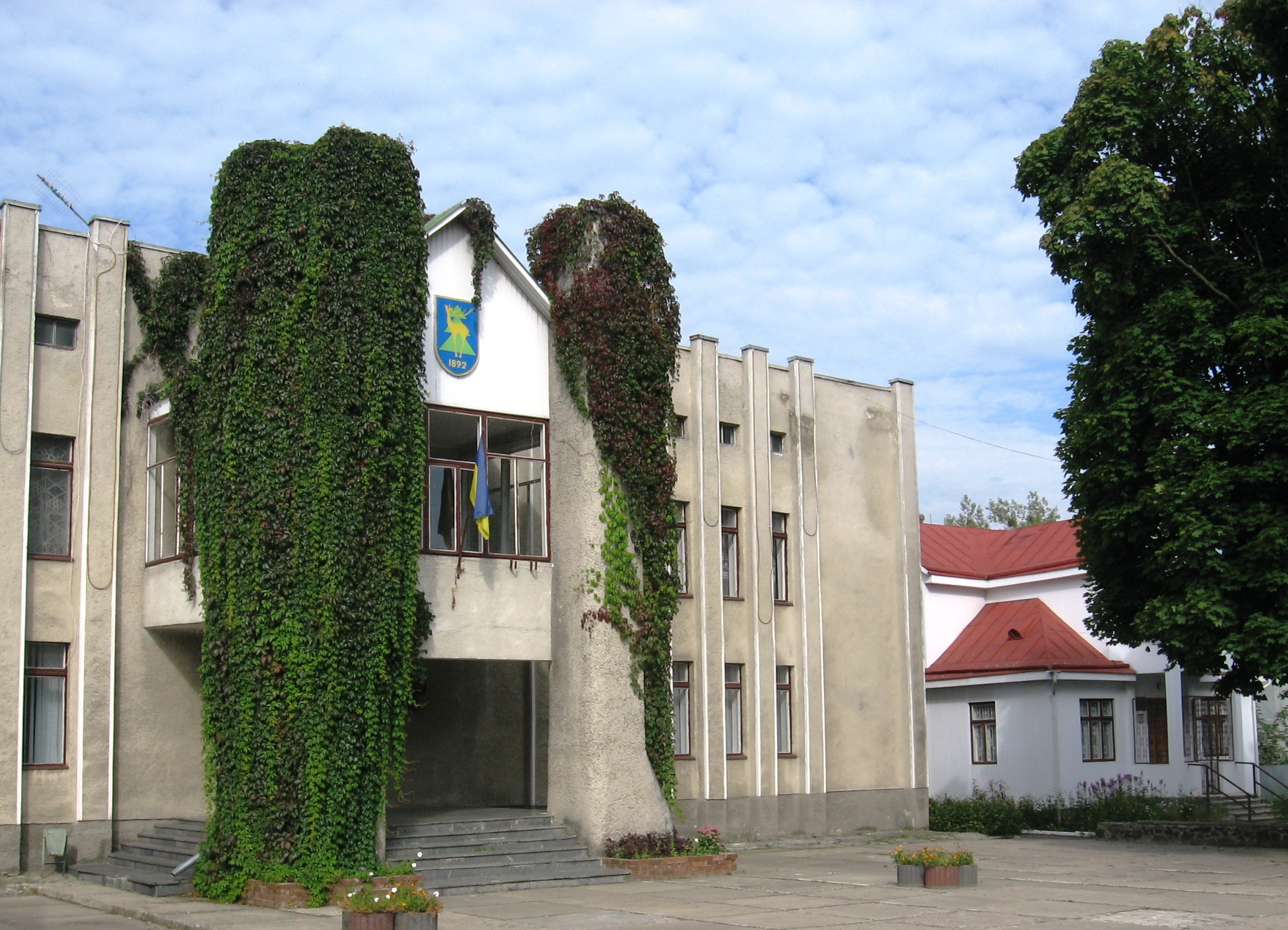
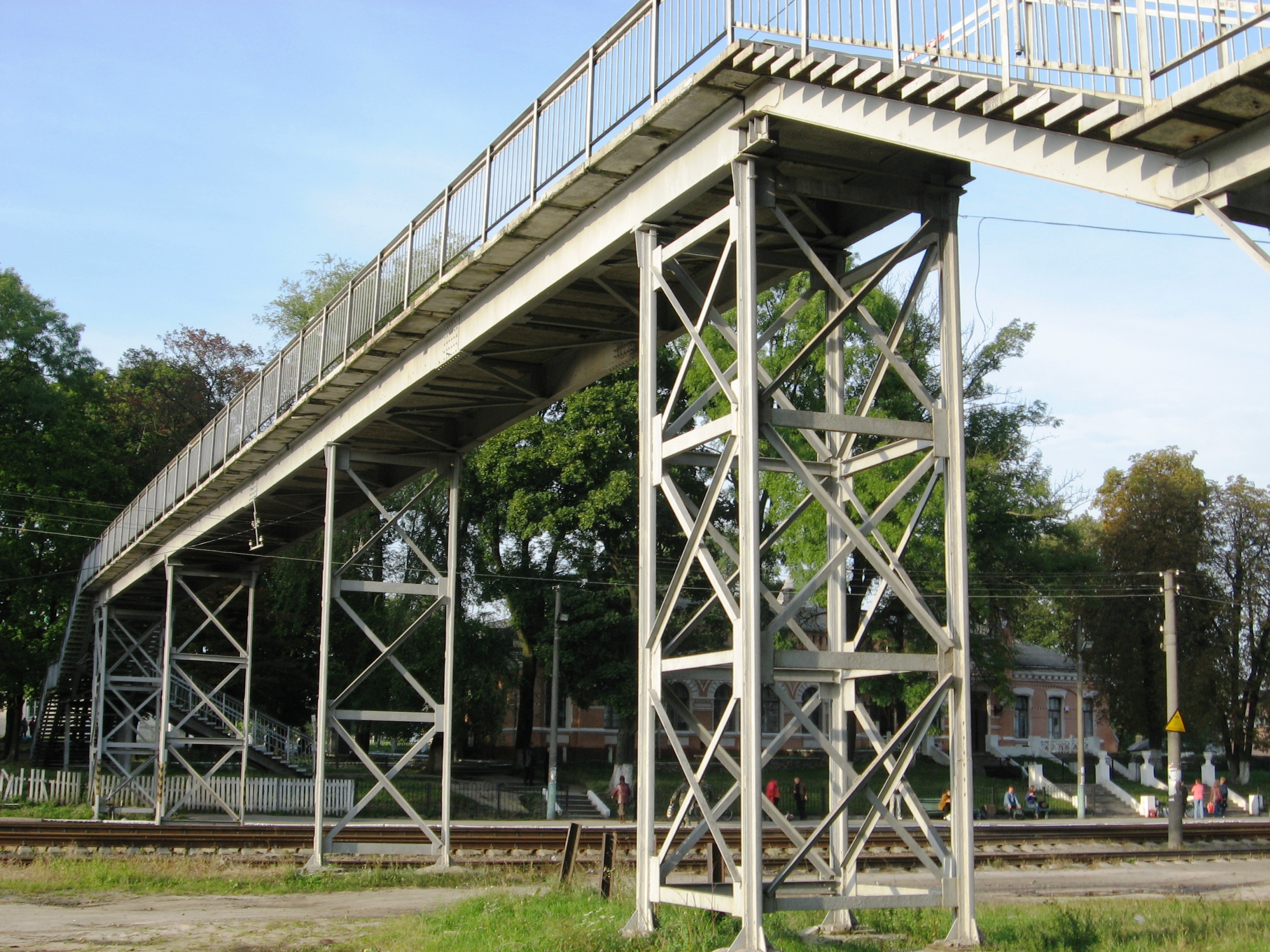
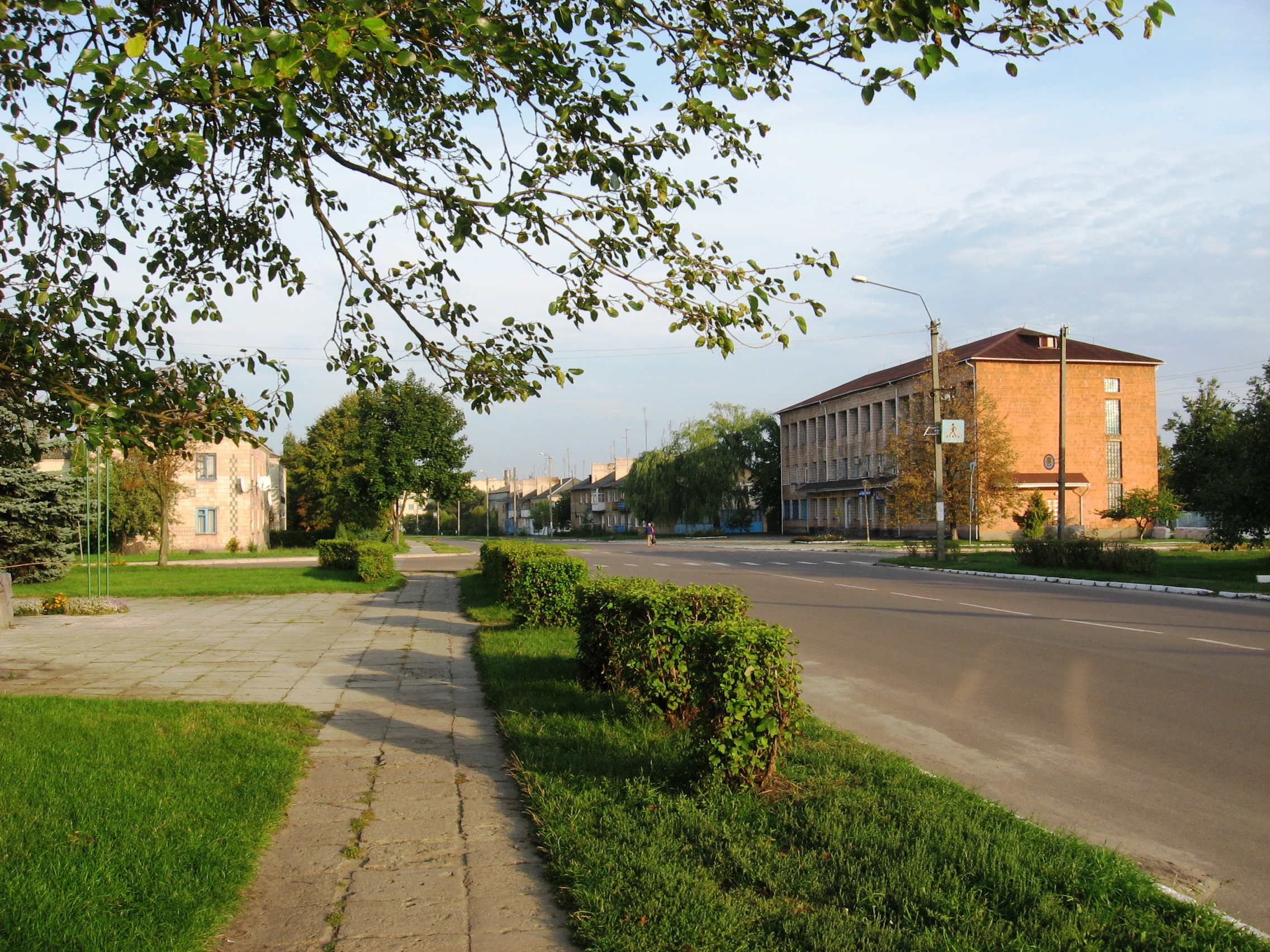
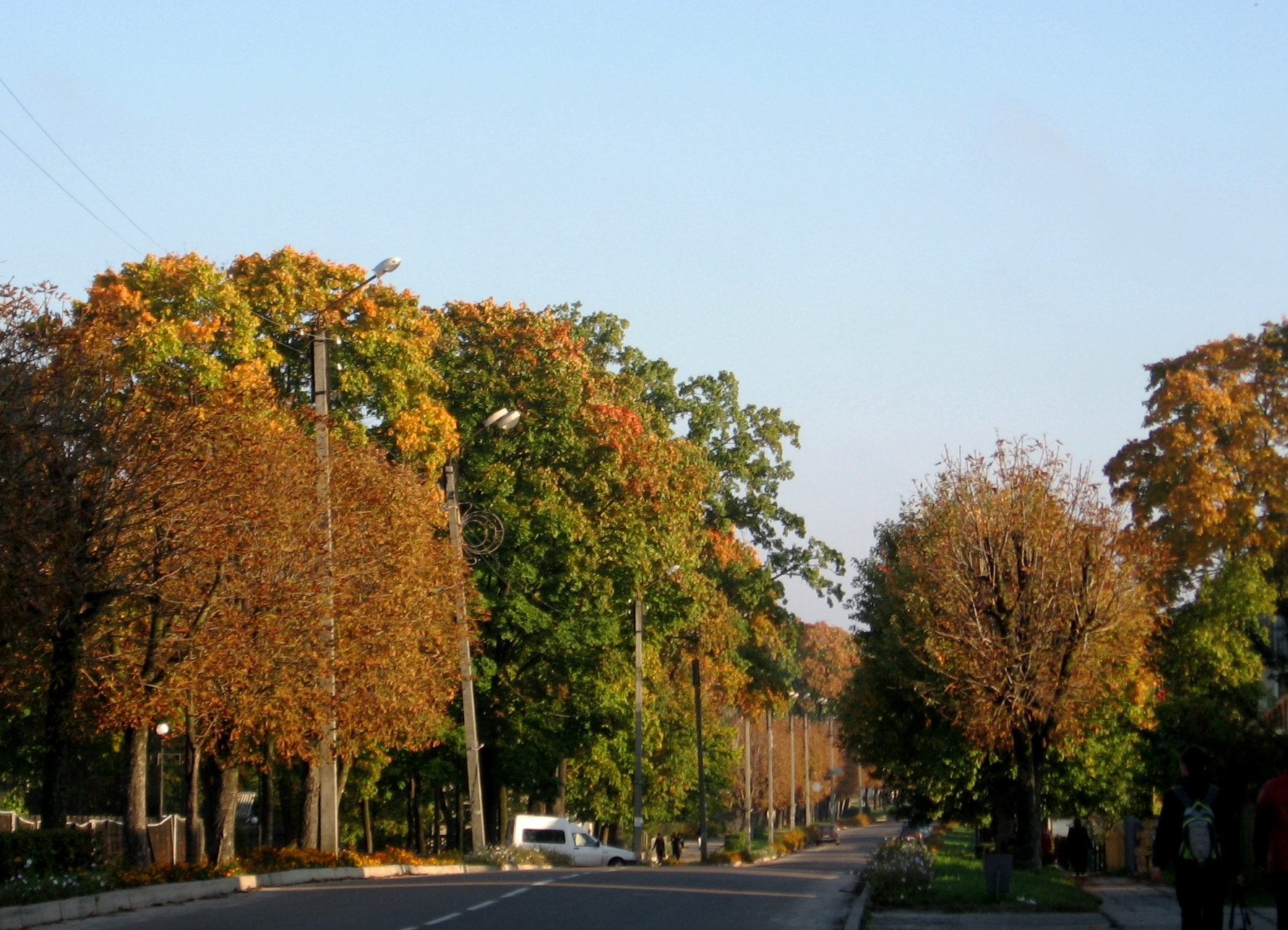
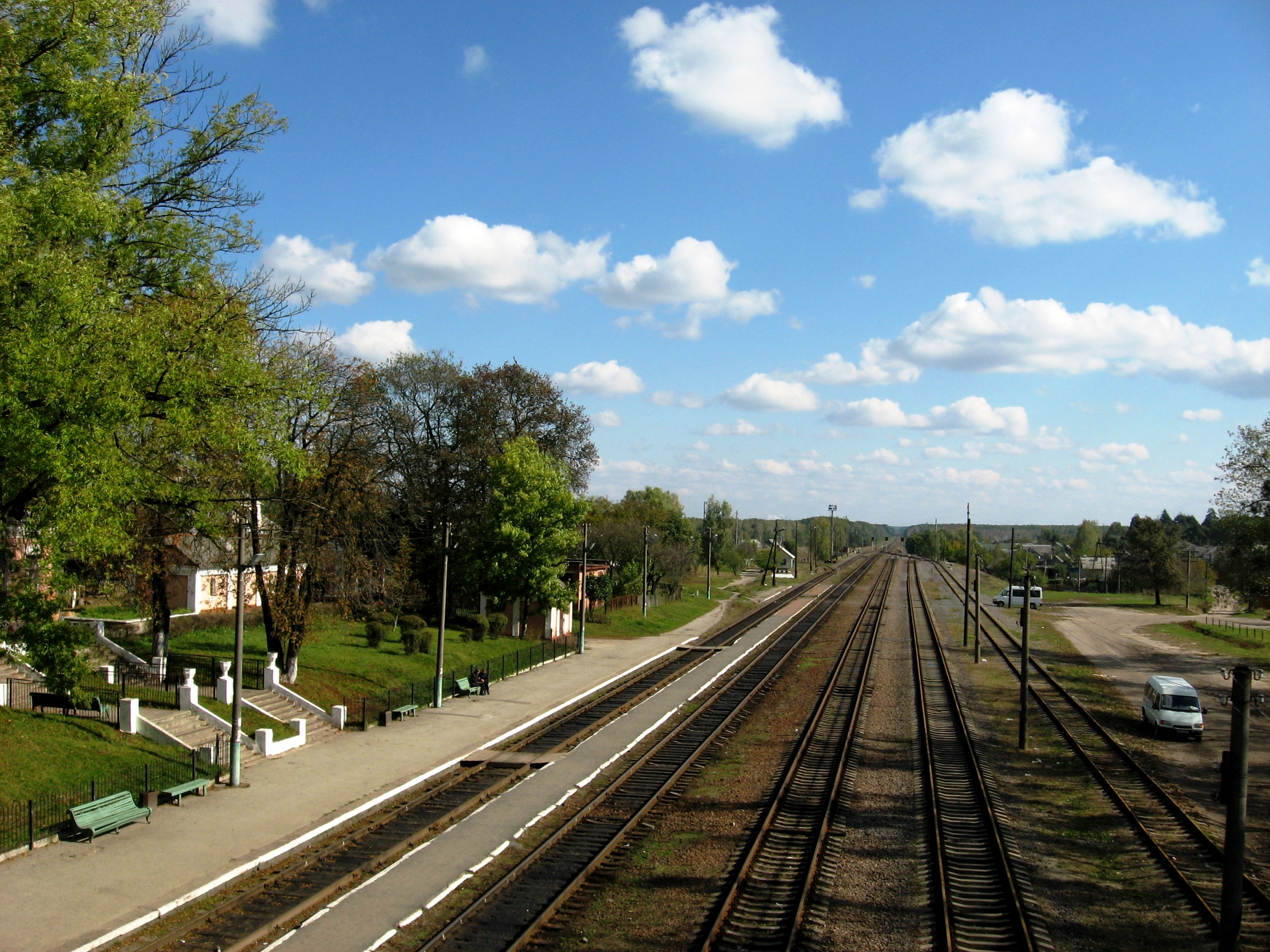
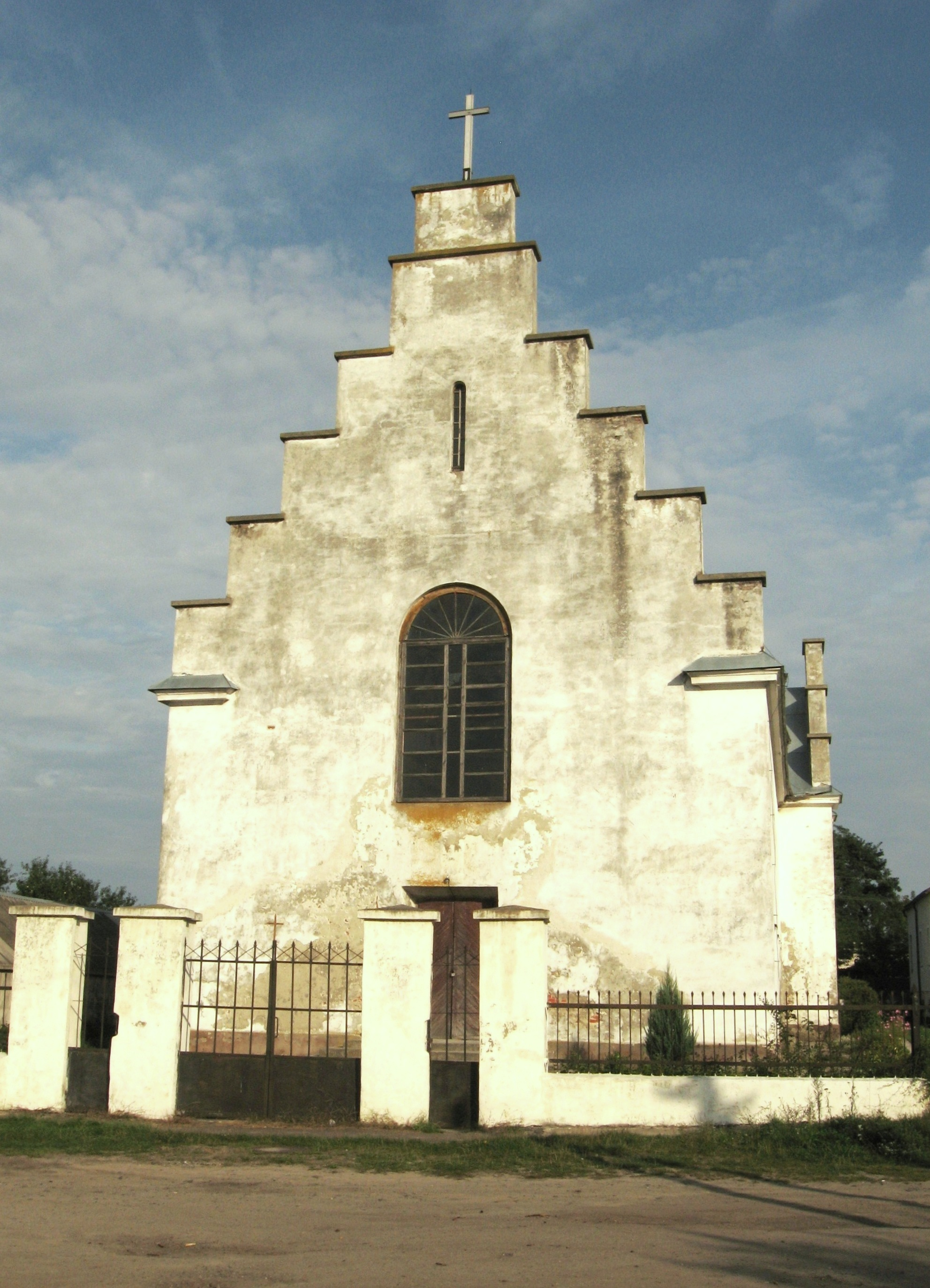
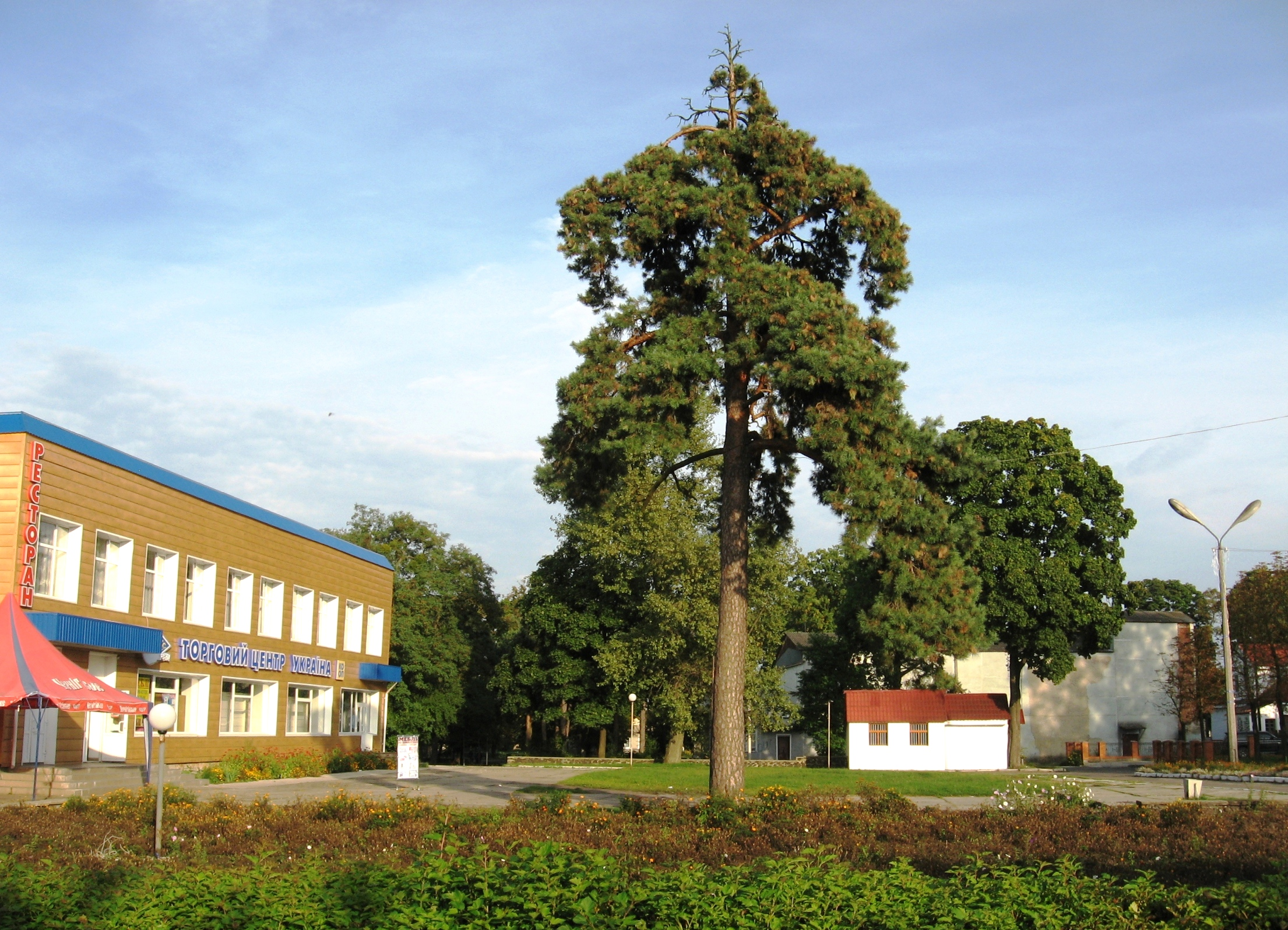
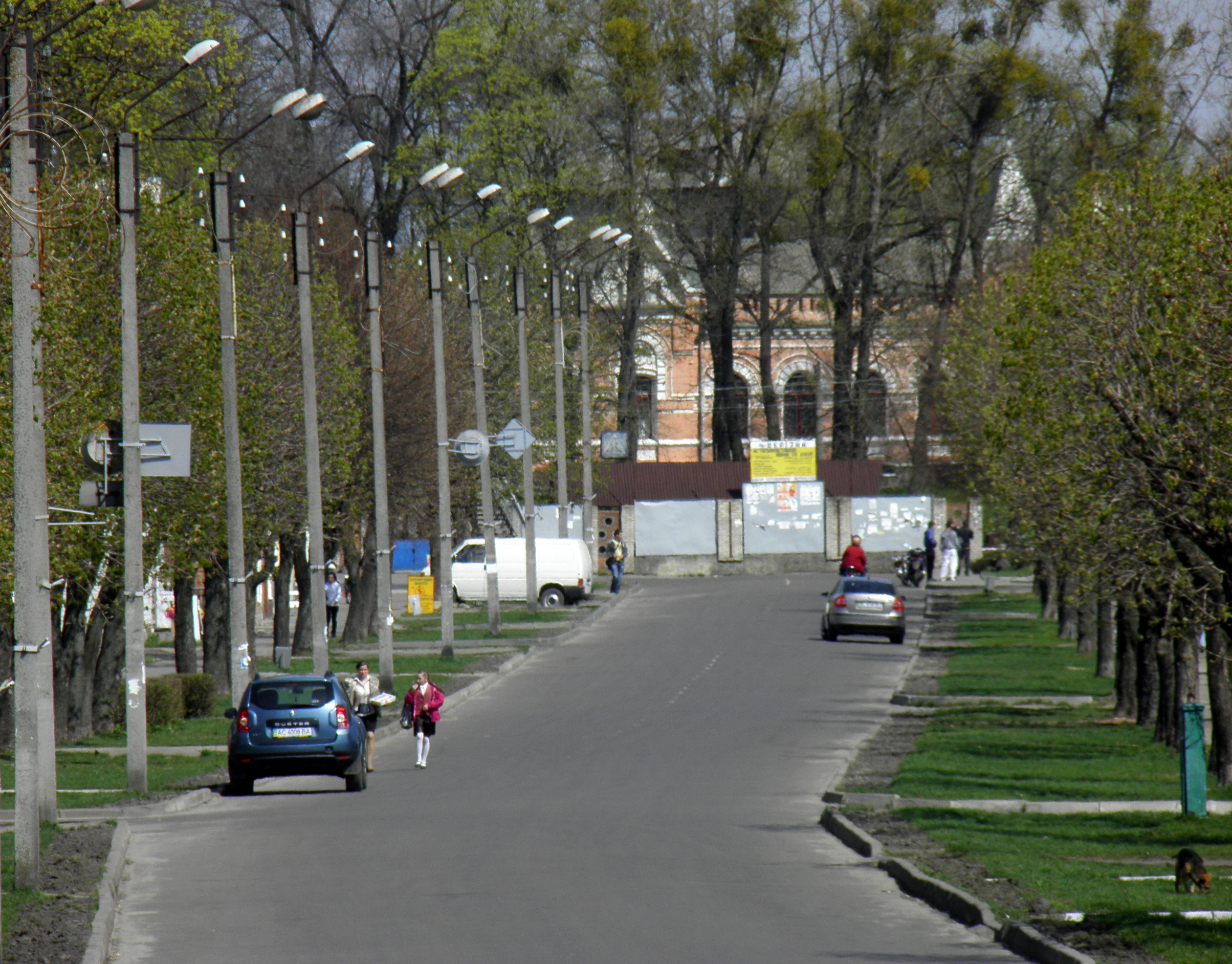
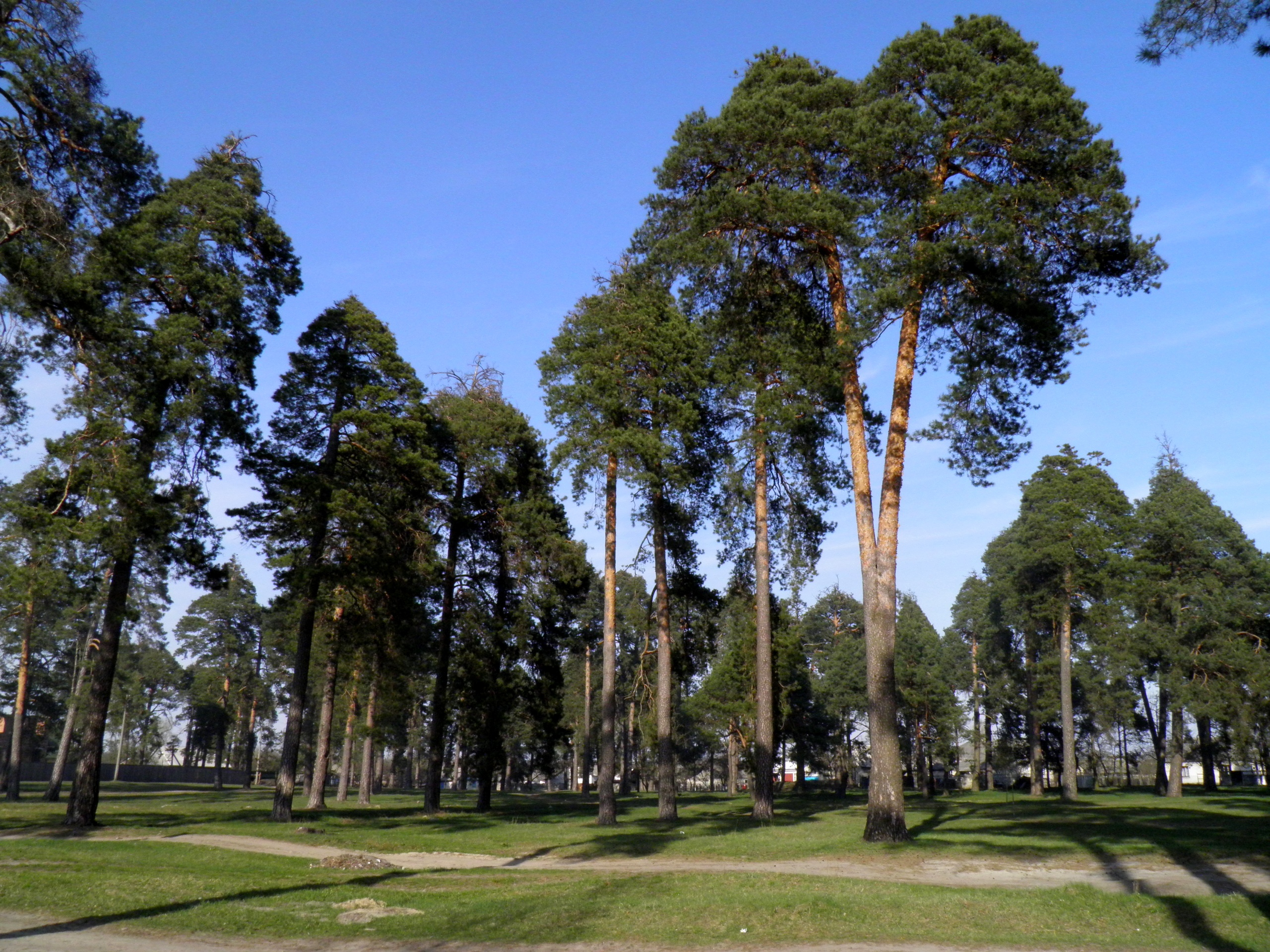
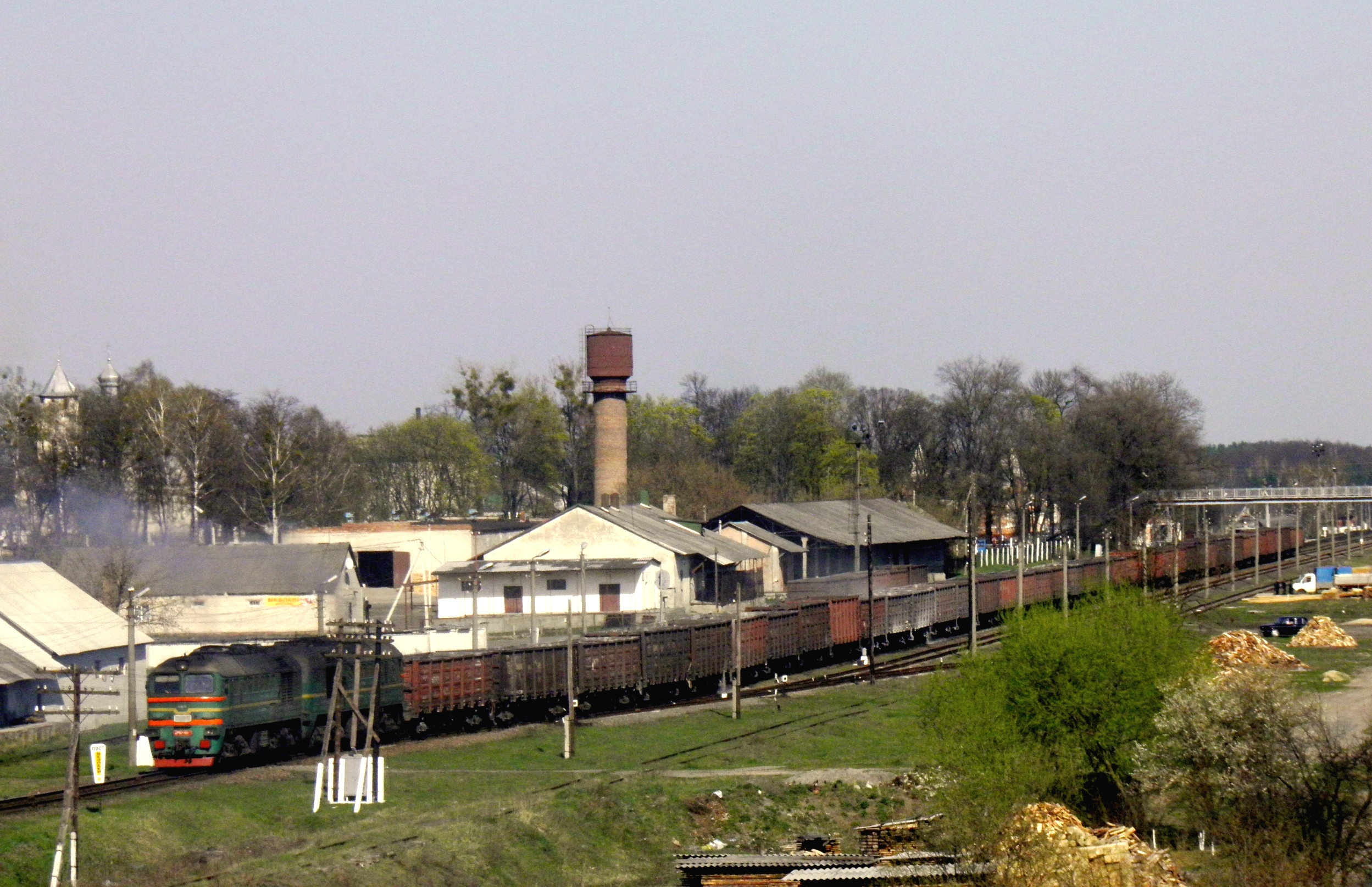